# Postulatele sociologiei
```
    Postulatele sociologiei:
```

1. Realitatea socială
Sociologia este o cunoaștere obiectivă a realității sociale. Obiectul ei este de a studia acțiunea umană colectivă sau acțiunea oamenilor trăind în grup. În viața socială, în domeniul economic, politic, juridic, religios, cosmic, omul este spectator și actor, adică, el este parte a fenomenului social, dar și acționează ca parte a lui. În domeniul social, există interacțiunea dintre teorie și practică.
Crearea sau apariția sociologiei coincide cu perioada de transformări economice și de perturbări politice din a doua jumătate a secolului 19 și începutul secolului 20. Misiunea ei este de a remedia , „organizând” producția, criza revoluționară și „anarhia” industrialismului care apărea. După A. Comte, pe baza sociologiei, se întemeia o „politică pozitivă” care realiza „ordinea” și „progresul” în societate. Deci, cunoașterea obiectivă a realității sociale impunea o legătură strânsă între teorie și practică, un dualism al lor, o strânsă solidaritate între ele. Obiectivismul sociologic impune tratarea fenomenelor sociale ca „lucruri”. Este lucru tot ceea ce este dat, tot ce impune observație. Tratarea fenomenelor sociale ca lucruri – după Émile Durkheim – înseamnă a le trata ca date și de aici se constituie punctul de plecare al științei. Lucrul se opune ideii.
Fenomenele sociale interpretate ca date obiective sau lucruri nu pot fi cunoscute cu ajutorul bunului simț, așa cum apar la prima vedere conștiinței, ci necesită un studiu prealabil. Și cele mai familiare fenomene sociale ca familia, școala, patriotismul, de exemplu, nu sunt lesne de înțeles fără o pregătire specială.
Lumea socială constituie o terra incognita (un pământ necunoscut) care trebuie să fie explorat cu răbdare, minuțios. Știința nu se face cu aparențe de adevăr, ci cu sentimentul profund al unui obiect, al unei realități exterioare care trebuie observată și analizată.
2. Criteriul socialului
Durkheim spune că este greșit să crezi că tot ce se întâmplă în societate este social.
a.	Constrângerea este criteriul socialului. 
Constrângerea o exercită modurile colective de a gândi, simți și de a lucra asupra individului. Este fapt social ceea ce exercită o constrângere exterioară asupra individului – tradițiile, ritualurile religioase, normele morale, legile, obiceiurile, convențiile de știință de a trăi, politețea, eticheta, sistemele economice de producție, de schimb, procedeele tehnice – toate acestea sunt fenomene care exercită o coerciție, o presiune asupra individului pe care acesta nu o poate evita fără primejdie. Acestea sunt instituții, adică, forme pe care le găsește individul pe deplin stabilite înaintea lui, cărora trebuie să li se conformeze, dacă nu vrea să înfrunte riscuri.
b.	Limbajul este un fapt social.
```
Regulile lui i se impun individului ca o constrângere exterioară. Felul de a vorbi ne caracterizează, arată nivelul de cultură al omului. Modul de a mânca – la om – nu este un fapt pur fiziologic, ci un fapt social că impune anumite reguli sau restricții. Un fapt social se cunoaște după puterea de constrângere pe care o exercită asupra indivizilor și este sancționabil dacă nu este respectată constrângerea. Sancțiunea poate fi mistică (blestem), juridică (pedeapsă, despăgubiri civile), morală (reprobare, blam) ori satirică (festă, râs, batjocură).
```

Societatea - după Karl Marx – este produsul acțiunii reciproce a oamenilor. Oamenii
nu sunt liberi să aleagă o formă sau alta de societate, să-și aleagă forțele productive create de generațiile anterioare.
c.	Conștiința colectivă este un alt criteriu al socialului.
```
Conștiința socială se reflectă prin constrângerea morală sau ideologică. Există o putere de constrângere a opiniei publice de care oamenii trebuie să țină seamă.
```

3. Determinismul sociologic este al treilea postulat al sociologiei, indispensabil
științei.
El semnifică existența legităților în fenomenele sociale, a cauzelor care determină un fenomen sau altul. Ex. sărăcirea oamenilor are drept cauze: distribuirea inechitabilă a veniturilor, fraudele, corupția etc. Determinismul sociologic are la bază următoarele noțiuni: fapt social, tip în sociologie, cauză în sociologie și legi sociologice.
a. Faptul social
Ca noțiune, semnifică un eveniment istoric și fenomen sociologic. Sociologia vreasă fie o știință experimentală, vrea să se întemeieze pe fapte și nu pe idei ( ca filosofia).
```
Însă vrea să depășească simpla constatare a faptelor și țintește spre cunoașterea relațiilor care explică aceste fapte. În domeniul social, faptul brut este faptul istoric. Sociologia trebuie să cerceteze cauzele, legile fenomenelor care se repetă.
```

b. Noțiunea de „tip” în sociologie
Nu prezentul, actualul ca atare este obiectul sociologiei, ci tipicul. Sociologii au arătat că anumite instituții morale, juridice, credințe religioase se regăseau identice pretutindeni, unde condițiile vieții sociale prezentau aceeași identitate. Trebuie să plecăm de la concret, iar după aceea, de la concret să ne înălțăm progresiv spre abstract, abstracție care să rezulte dintr-o analiză realizată cum se cuvine asupra unor fapte bine observate.
c. Noțiunea de „cauză” în sociologie
Fenomenele sociale, odată inventariate și clasate, trebuie explicate. Aici intervine noțiunea de cauză – ca o putere producătoare, eficientă, creatoare. Voința umană devine tipul cauzalității.
d. Legile sociologice
Se poate vorbi de legi în sociologie. Determinismul social este tot atât de riguros ca oricare altul, dar prevederea evenimentelor singulare, a localizării lor în timp și în spațiu este aproape imposibilă. Dar este posibilă predicția sau previziunea fenomenelor sociale în mersul lor general, în evoluția lor de ansamblu.